# Robert J. White
Robert Joseph White (* 21. Januar 1926 in Duluth, Minnesota; † 16. September 2010 in Geneva, Ohio) war ein US-amerikanischer Neurochirurg. Er ist bekannt für seine Kopftransplantationen an lebenden Rhesusaffen. Er lehrte und wirkte als Neurochirurg in Cleveland.

## Leben
Robert White kam aus der Arbeiterklasse und verlor seinen Vater im Pazifikkrieg. Er studierte an der University of St. Thomas in Saint Paul mit dem Bachelor-Abschluss 1951 und Medizin an der University of Minnesota Medical School sowie ab 1951 an der Harvard Medical School, an der er 1953 seinen M.D. cum laude erhielt. Danach absolvierte er seine Facharztausbildung zum Chirurgen am Peter Bent Brigham Hospital und Boston Children’s Hospital in Boston (Residency 1954/55). Von 1955 bis 1958 war er Fellow in Neurochirurgie an der Mayo Clinic, wo er danach fest in der Forschung angestellt war. 1962 erhielt er in Harvard einen Ph.D. für Neurochirurgie und Physiologie. 1962 wurde er Assistant Professor in der Abteilung Neurochirurgie und am Brain Research Lab des Cleveland Metropolitan General Hospital, die er beide begründete. Daneben war er Neurochirurg am Veterans Administration Hospital. 1966 erhielt er eine volle Professur für Neurochirurgie an der Case Western Reserve University. Er war dort Ko-Direktor der Neurochirurgie.
White war mit der Krankenschwester Patricia Murray verheiratet und hatte zehn Kinder. Er war strenggläubiger Katholik (der auch vor Operationen zu beten pflegte) und seit 1981 Mitglied der Päpstlichen Akademie der Wissenschaften. Er gründete das Komitee für Bioethik von Johannes Paul II. White war zu Streichen aufgelegt und nannte sich selbst selbstironisch Humble Bob (Bescheidener Bob). Als ihm einmal ein Student während einer Operation eine Spritze auf den Schuh fallen ließ, die diesen und den Fuß durchbohrte, meinte er nur, er wolle wohl seinen Professor umbringen, und operierte weiter.

## Werk
Experimente zur Abtrennung von lebenden Köpfen von Affen (und Hunden) und Verpflanzung auf den Körper anderer Hunde bzw. Affen unternahm er seit Mitte der 1960er Jahre, mit einem ersten „erfolgreichen“ Experiment einen Affenkopf auf den Körper eines anderen Affen zu transplantieren 1970. Die abgetrennten lebenden Köpfe konnten White zufolge schmecken, sehen, riechen, hören und beißen.
Bei seinen Kopftransplantationen mit Affen war eine Kühlung des Bluts im Gehirn (auf etwa 10 Grad Celsius) von ausschlaggebender Bedeutung, um eine Phase verminderter Sauerstoffaufnahme zu überwinden. Er war auf diesem Gebiet ein Pionier und wandte Kühlung auch bei anderen neurochirurgischen Eingriffen an, etwa bei Hirntumoren.
Nach einem Spiegel-Bericht von 1976 trug er sich damals (nach etlichen Experimenten an Affen) mit dem Gedanken einen menschlichen Kopf zu verpflanzen. Er war allerdings unentschlossen und sah das als letzte Maßnahme bei einer tödlichen Erkrankung, wobei der Patient von der Schnittstelle ab gelähmt bliebe wie bei Unfällen mit hoher Querschnittslähmung. Damals konnte er allerdings auch die Immunreaktion nicht kontrollieren, die alle seine operierten Versuchsaffen nach etwa einer Woche tötete (sein Rekord lag bei acht Tagen). Nach Whites Angaben fehlte es allerdings nicht an Patienten, die sich zur Verfügung gestellt hätten und auch der Papst hätte ihn als strenggläubigen Katholiken zu einer weiteren Verfolgung seiner Forschung ermuntert.
Die Kopftransplantationsexperimente setzte er nach den 1970er Jahren allerdings nicht fort und veröffentlichte nicht weiter Fachaufsätze darüber.
Von ihm stammen über 700 Veröffentlichungen und führte über 10.000 Operationen aus, von denen sich einige bis zu 18 Stunden hinzogen. Er hielt weltweit Vorträge (landesweit in den USA, in der Sowjetunion, China und Europa, wobei er auch Hospitäler in China und Russland inspizierte) und war Berater des Burdenko Instituts für Neurochirurgie in Moskau und Mitglied der Ukrainischen und Russischen Akademien für Medizin. Er war Ritter des Ordens vom Heiligen Grab.
Wegen seiner Kopftransplantationsexperimente war er Zielscheibe von heftigen Protesten von Tierschützern und Angriffen in der Presse, wo er häufig mit Dr. Frankenstein verglichen wurde und als Dr. Butcher (Schlachter) angefeindet wurde. Das konnte ihn aber nicht davon abbringen, Tierversuche bei jeder Gelegenheit in der Öffentlichkeit zu verteidigen.

## Ehrungen
Er war Ehrendoktor der John Carroll University, der Cleveland State University, der Walsh University und der University of St. Thomas. 1977 war er Präsident der Society of University Neurosurgeons und im selben Jahr erhielt er den L. W. Freeman Award der National Paraplegia Foundation (für Querschnittgelähmte).
1997 erhielt er den Humanitarian Award der American Association of Neurological Surgeons.

## Schriften
- R. J. White, L. R. Wolin, L. C. Massopust, N. Taslitz, J. Verdura: Primate cephalic transplantation: Neurogenic separation, vascular association. Transplant Proc. 1971. 3: 602-4
- R. J. White: Hypothermia preservation and transplantation of brain. Resuscitation. 1975. 4: 197–210
- R. J. White: Head transplants. Sci Am. 1999. p. 24-6